# Список пенитенциарных учреждений Украины
Список пенитенциарных учреждений Украины составлен по материалам сайта Государственной пенитенциарной службы Украины, а также на основе других, в том числе и неправительственных источников. По состоянию на 1 марта 2012 года в 183 учреждениях ГПСУ находилось 153,6 тыс. человек, в том числе в 32 следственных изоляторах (СИЗО) — 35,6 тыс. человек, в 142 криминально-исполнительных учреждениях (колониях) — 117,9 тыс. человек, в 9 воспитательных колониях для несовершеннолетних — 1,3 тыс. человек. Если с 2001 года число украинских заключённых постоянно сокращалось, то с 2010 года наметился обратный процесс (например, в 2011 году число заключённых выросло на тысячу человек по сравнению с предыдущим годом).
Среди осуждённых, содержащихся в колониях, 44,8 тыс. человек находятся в 41 учреждении среднего уровня безопасности для неоднократно судимых, 36,6 тыс. человек — в 35 учреждениях среднего уровня безопасности для впервые осуждённых, 6,9 тыс. человек — в 9 учреждениях минимального уровня безопасности с общими условиями, 6,1 тыс. человек — в 13 женских колониях, 5,1 тыс. человек — в 23 исправительных центрах, 4,3 тыс. человек — в 9 учреждениях максимального уровня безопасности, 2,9 тыс. человек — в 6 специализированных лечебных заведениях, 2,8 тыс. человек — в лечебных заведениях при исправительных колониях и СИЗО, около 1 тыс. человек — в 6 учреждениях минимального уровня безопасности с облегчёнными условиями.
Среди осуждённых 12,5 тыс. человек были осуждены на срок более 10 лет, более 1,7 тыс. человек отбывали наказание в виде пожизненного лишения свободы, более 1 тыс. человек отбывали наказание в виде ареста. 29,3 тыс. осуждённых отбывали срок за разбой, грабёж и вымогательство, 21,8 тыс. — за преступления в сфере незаконного оборота наркотических и психотропных веществ и другие преступления против здоровья населения, 17,1 тыс. — за умышленное убийство (в том числе 8,4 тыс. — за убийство при отягощяющих обстоятельствах), 9,8 тыс. — за умышленное нанесение тяжких телесных повреждений, 2,3 тыс. — за изнасилования, 26 человек — за захват заложников.
Производство ГПСУ включает в себя 128 промышленных и 11 сельскохозяйственных предприятий. При 88 колониях существуют профессионально-технические учебные заведения, в которых обучалось почти 9 тыс. осуждённых. Также в системе ГПСУ работало 151 общеобразовательное учебное заведение, в которых обучалось более 14 тыс. осуждённых (в том числе в 58 учреждениях — вечерние школы, в 74 — классы или группы с вечерней формой обучения, в 19 — учебно-консультационные пункты). Кроме того, в учреждениях ГПСУ функционировали 127 религиозных мест, в том числе 76 храмов, 47 часовен и 4 молитвенные дома.

## Встречающиеся в статье сокращения
- ИТК — исправительно-трудовая колония
- ИК — исправительная колония
- ИЦ — исправительный центр
- ВК — воспитательная колония
- УИН — учреждение исполнения наказаний
- СИЗО — следственный изолятор
- ЛТП — лечебно-трудовой профилакторий
- ГПСУ — Государственная пенитенциарная служба Украины
- ГДУВИН — Госдепартамент Украины по вопросам исполнения наказаний (предшественник ГПСУ, реорганизованный в 2010 году[7])

УИН, ИК и ИЦ отсортированы по номерам в порядке возрастания; СИЗО и ВК, не имеющие нумерации, располагаются в списке отдельно: следственные изоляторы идут первыми, так как с них начинается «путь» задержанного в пенитенциарную систему, а воспитательные колонии идут последними по причине самого лёгкого режима.
Отдельным цветом выделены женские колонии и исправительные центры.
Отдельным цветом выделены учреждениях максимального уровня безопасности.
Отдельным цветом выделены воспитательные колонии для несовершеннолетних.
Отдельным цветом выделены ликвидированные колонии.

## Автономная Республика Крым
| Название и № учреждения  | Тип и режим учреждения                                                       | Месторасположение | Примечания |
| Симферопольский СИЗО     | Следственный изолятор                                                        | Симферополь       | Основан в 1803 году как царская тюрьма.                                                                                       |
| Керченский СИЗО          | Следственный изолятор                                                        | Керчь             | В 1993 году начались работы по перепрофилированию существовавшей здесь ранее колонии в СИЗО.                                  |
| Симферопольская ИК № 102 | Исправительная колония среднего уровня безопасности для неоднократно судимых | Симферополь       | Основана в 1936 году, в 1959 году становится колонией общего режима, в 1992 году перепрофилируется в колонию строгого режима. |
| Керченская ИК № 126      | Исправительная колония среднего уровня безопасности для впервые осуждённых   | Керчь             | Основана в 1996 году на базе местного ЛТП.                                                                                    |
| Керченский ИЦ № 139      | Исправительный центр                                                         | Керчь             | Основан в 2008 году. |

После Великой Отечественной войны в Крыму существовало 14 колоний, в том числе три женские (в селе Лозовое — для беременных женщин, рожениц и женщин, находившихся на лечении, в селе Гвардейское — две сельскохозяйственные колонии). После аннексии Крыма весной 2014 года украинские власти потеряли контроль над всеми пенитенциарными учреждениями полуострова.

## Винницкая область
| Название и № учреждения     | Тип и режим учреждения                                                                    | Месторасположение | Примечания |
| Винницкое УИН № 1           | Учреждение исполнения наказаний максимального уровня безопасности / следственный изолятор | Винница           | Основано в 1822 году как царская тюрьма, с 2002 года существует блок для пожизненно осуждённых. |
| Ладыжинская ИК № 39         | Исправительная колония максимального уровня безопасности                                  | Губник            | Основана в 1949 году, в 1962 году перепрофилирована в колонию строгого режима, в 1977 году — в колонию особого режима; в учреждении существует блок для пожизненно осуждённых, сюда переводят нарушителей режима из других колоний.      |
| Песчанская ИК № 59          | Исправительная колония минимального уровня безопасности                                   | Трудовое          | Основана в 1959 году, в 1985—1988 годах при учреждении работал ЛТП, в 1995 году при учреждении была создана колония-поселение для лиц, вставших на путь исправления, с 2004 года — колония минимального уровня безопасности.             |
| Стрижавская ИК № 81         | Исправительная колония среднего уровня безопасности                                       | Стрижавка         | Основана в 1956 году как детская трудовая колония, в 1959 году перепрофилирована в колонию для взрослых, осуждённых за тяжкие и особо тяжкие преступления, при учреждении функционирует межобластная тюремная больница.                  |
| Винницкая ИК № 86           | Исправительная колония среднего уровня безопасности                                       | Винница           | В 1952 году на базе существовавшего лагеря была создана детская трудовая колония, в 1963 году она была перепрофилирована в колонию для рецидивистов.                                                                                     |
| Крыжопольский ИЦ № 113      | Исправительный центр                                                                      | Городковка        | Основан в 1992 году на базе спецкомендатуры как колония-поселение для лиц, вставших на путь исправления; с 2004 года — колония минимального уровня безопасности с облегчёнными условиями содержания, с 2005 года — исправительный центр. |
| Могилёв-Подольская ИК № 114 | Исправительная колония среднего уровня безопасности                                       | Воеводчинцы       | Основана в 1983 году как исправительно-трудовой профилакторий, в 1987 году перепрофилирована в ЛТП, в 1992 году — в колонию усиленного режима, с 2004 года — колония среднего уровня безопасности.                                       |
| Литинская ИК № 123          | Исправительная колония среднего уровня безопасности для впервые осуждённых                | Литин             | Основана в 1967 году как ЛТП, в 2002 году перепрофилирована в колонию усиленного режима, в 2004 году — в колонию среднего уровня безопасности.                                                                                           |

## Волынская область
| Название и № учреждения | Тип и режим учреждения                                                       | Месторасположение | Примечания |
| Луцкий СИЗО             | Следственный изолятор                                                        | Луцк              | Основан в 1953 году как тюрьма № 1, в 1964 году перепрофилирован в СИЗО, к 2010 году в учреждении содержалось около 360 человек (к 2007 году — около 330), здесь расположен блок для пожизненно осуждённых.                           |
| Маневичская ИК № 42     | Исправительная колония среднего уровня безопасности для неоднократно судимых | Маневичи          | Основана в 1958 году (тогда же при учреждении начала работать средняя школа), в 1968 году в колонии открылось профтехучилище; здесь функционирует сектор максимального уровня безопасности.                                           |
| Цуманьская ИК № 84      | Исправительная колония среднего уровня безопасности                          | Цумань            | Основана в 1978 году как ЛТП, в 1991 году перепрофилирована в колонию-поселение, в 1995 году — в колонию усиленного режима (первая партия заключённых прибыла летом 1998 года), в 1999 году — в колонию среднего уровня безопасности. |
| Ковельская ВК           | Воспитательная колония                                                       | Ковель            | Основана в 1966 году как колония для несовершеннолетних, в учреждении функционируют профтехучилище и средняя школа. В 2020 году запланировано закрытие колонии.                                                                       |

К 2010 году в пенитенциарных учреждениях области содержалось более 2 тыс. человек (к 2011 году — около 1,5 тыс.), из которых около половины были местными жителями, а остальные — выходцами из других регионов страны.

## Днепропетровская область
| Название и № учреждения    | Тип и режим учреждения                                                                | Месторасположение | Примечания |
| Днепропетровский СИЗО      | Следственный изолятор                                                                 | Днепр             | Основан в 1912 году как царская тюрьма (строительство началось после того, как старая тюрьма, основанная в 1826 году, оказалась переполненой); в советские времена в СИЗО приводили в исполнение смертные приговоры (туда свозили «смертников» со всей южной и восточной Украины); на территории изолятора расположена специальная психиатрическая больница строгого режима, в которой содержатся преступники со всей страны, которых суд признал невменяемыми и определил им принудительное лечение как меру наказания, а также блок для пожизненно осуждённых; к 2007 году в СИЗО содержалось более 2,4 тыс. человек (к 2010 году — более 3,1 тыс., к 2012 году — около 3,5 тыс.), в 2011 году здесь открылся храм. |
| Криворожский СИЗО (Бублик) | Следственный изолятор                                                                 | Кривой Рог        | Основан в 1989 году, к 2010 году в учреждении содержалось более 950 человек (к 2007 году — около 950). |
| Солонянская ИК № 21        | Исправительная колония среднего уровня безопасности для неоднократно судимых          | Аполлоновка       | До и после Великой Отечественной войны здесь располагалась детская колония, в 1961 году она была перепрофилирована в колонию общего режима, в 1972 году — в колонию строгого режима, в 2003 году в колонии открылся храм, в 2004 году был создан блок усиленного контроля. |
| Желтоводская ИК № 26       | Исправительная колония среднего уровня безопасности для впервые осуждённых            | Жёлтые Воды       | Основана в 1958 году как колония строгого режима, в 1964 году была перепрофилирована в колонию общего режима, в 2000 году — в колонию усиленного режима, в 2005 году был создан блок усиленного контроля, к 2010 году здесь содержалось около 1,7 тыс. заключённых. В 2020 году запланировано закрытие колонии. |
| Днепродзержинская ИК № 34  | Исправительная колония минимального уровня безопасности для впервые осуждённых женщин | Каменское         | Основана в 1949 году на месте лагеря для военнопленных как женская колония, в 1987 году была перенесена за город (начала функционировать в 1992 году), в 2007 году в колонии открылось профтехучилище. |
| Софиевская ИК № 45         | Исправительная колония среднего уровня безопасности                                   | Макорты           | Основана в 1956 году как ЛТП, в 1962 году была перепрофилирована в колонию строгого режима для инвалидов, в 2003 году — в колонию среднего уровня безопасности для инвалидов (лечебно-профилактическое учреждение). |
| Широковский ИЦ № 75        | Исправительный центр                                                                  | Водяное           | Основан в 1989 году как сельскохозяйственная колония-поселение, в 2004 году перепрофилирован в исправительный центр. |
| Орджоникидзевский ИЦ № 79  | Исправительный центр для женщин                                                       | Покров            | Основан в 1986 году как женский ЛТП, в 1992 году перепрофилирован в колонию-поселение для женщин, вставших на путь исправления, в 2005 году — в исправительный центр. |
| Криворожская ИК № 80       | Исправительная колония среднего уровня безопасности                                   | Кривой Рог        | Основана в 1954 году на месте бывшего лагеря для военнопленных, с 2005 года — колония среднего уровня безопасности, где содержатся осуждённые за тяжкие и особо тяжкие преступления. |
| Днепропетровская ИК № 89   | Исправительная колония среднего уровня безопасности для неоднократно судимых          | Днепр             | Основана в 1948 году на месте бывшего лагеря для военнопленных (тогда же в колонии открылось профтехучилище, а в 1973 году — общеобразовательная школа), в 1997 году при колонии была создана межобластная туберкулёзная больница, в 2003 году был создан блок для пожизненно осуждённых. |
| Синельниковская ИК № 94    | Исправительная колония среднего уровня безопасности                                   | Шахтёрское        | Основана в 1959 году как женская колония, но в том же году была перепрофилирована в мужскую колонию общего режима, в 1964 году — в колонию строгого режима, в 2004 году — в колонию среднего уровня безопасности. |
| Пятихатская ИК № 122       | Исправительная колония среднего уровня безопасности для неоднократно судимых          | Красноивановка    | Основана в 1983 году как исправительно-трудовой профилакторий для неплательщиков алиментов и тунеядцев, в 1987 году перепрофилирована в ЛТП, в 1995 году — в колонию общего режима. |
| Игреньский ИЦ № 133        | Исправительный центр                                                                  | Днепр             | Основан в 1980 году как ЛТП (тогда же в профилактории открылось профтехучилище). В 2020 году запланировано закрытие центра. |
| Павлоградская ИК № 142     | Исправительная колония минимального уровня безопасности для впервые осуждённых женщин | Павлоград         | Основана в 1992 году на базе местного ЛТП как воспитательная колония общего режима для впервые осуждённых несовершеннолетних (в 1994 году приняла первых заключённых); в колонии были открыты общеобразовательная средняя школа, филиал профессионального лицея и храм; в 2012 году перепрофилирована в женскую колонию. |

К 2011 году в пенитенциарных учреждениях области содержалось около 18 тыс. человек.

## Донецкая область
| Название и № учреждения          | Тип и режим учреждения                                                                | Месторасположение | Примечания |
| Донецкий СИЗО                    | Следственный изолятор                                                                 | Донецк            | Основан в 1911 году как царская тюрьма, к 2010 году в учреждении содержалось более 2,9 тыс. человек (к 2007 году — более 2,4 тыс.), здесь оборудован блок для пожизненно осуждённых. |
| Мариупольский СИЗО               | Следственный изолятор                                                                 | Мариуполь         | Основан в 1969 году, к 2007 году здесь содержалось около 1 тыс. человек. |
| Артёмовский СИЗО                 | Следственный изолятор                                                                 | Бахмут            | Основан в 1943 году как тюрьма, в 1964 году перепрофилирован в СИЗО, к 2007 году здесь содержалось около 1,7 тыс. человек, в изоляторе открыт храм. |
| Дзержинская ИК № 2               | Исправительная колония среднего уровня безопасности                                   | Торецк            | Основана в 1958 году как детская трудовая колония, в 1960 году перепрофилирована в колонию усиленного режима (в 1961 году при колонии открылась общеобразовательная школа), в 1970 году — в колонию общего режима (в 1979 году была переведена на нынешнее место), в 1987 году — в колонию строгого режима, в 1988 году — вновь в колонию общего режима, в 2002 году — вновь в колонию усиленного режима; в 2004 году в колонии был создан профессионально-технический учебный центр, к 2010 году здесь содержалось около 1 тыс. заключённых. |
| Ждановская ИК № 3                | Областная противотуберкулёзная больница среднего уровня безопасности                  | Ольховка          | Основана в 1959 году как женская колония, в 1960 году была законсервирована и затем ликвидирована, в 1961 году перепрофилирована в мужскую колонию общего режима, в 1971 году — в республиканскую противотуберкулёзную больницу; к 2010 году в колонии содержалось более 1,1 тыс. заключённых. |
| Калининская ИК № 27              | Исправительная колония среднего уровня безопасности для неоднократно судимых          | Горловка          | Основана в 1957 году как колония строгого режима, в 1977 году перепрофилирована в наркологическую колонию, в 2004 году — в колонию среднего уровня безопасности для неоднократно судимых; к концу 2006 года здесь содержалось более 1,4 тыс. заключённых, в колонии функционируют стационарное наркологическое отделение и вечерняя общеобразовательная школа. |
| Торезская ИК № 28                | Исправительная колония среднего уровня безопасности                                   | Торез             | Основана в 1957 году как колония общего режима, в 1960 году перепрофилирована в колонию особого режима, в 1963 году — в колонию строгого режима, в 1995 году — в колонию усиленного режима; к 2008 году здесь содержалось более 1,5 тыс. заключённых. |
| Макеевская ИК № 32               | Исправительная колония среднего уровня безопасности для впервые осуждённых            | Макеевка          | Основана в 1961 году как колония усиленного режима, в 2002 году при колонии был открыт участок-поселение, функционируют вечерняя общеобразовательная школа и храм, к 2010 году в колонии содержалось около 1,6 тыс. заключённых. |
| Кировская ИК № 33                | Исправительная колония среднего уровня безопасности                                   | Кировское         | Основана в 1957 году, к 2010 году в колонии содержалось более 1,2 тыс. заключённых, здесь функционируют вечерняя общеобразовательная школа и профессионально-технический учебный центр. |
| Енакиевская ИК № 52              | Исправительная колония максимального уровня безопасности                              | Оленовка          | Основана в 1959 году как колония общего режима, в 1974 году перепрофилирована в колонию особого режима для особо опасных рецидивистов, в 2004 году — в колонию максимального уровня безопасности; в 2000 году при колонии был создан участок тюремного заключения, в 2001 году — участок колонии-поселения (в 2004 году он был перепрофилирован в исправительный центр), а в 2004 году — блок для пожизненно осуждённых; к 2010 году в колонии содержалось более 1 тыс. заключённых.                                                          |
| Мичуринская ИК № 57              | Исправительная колония среднего уровня безопасности                                   | Горловка          | Основана в 1975 году как ЛТП, в 1992 году перепрофилирована в колонию-поселение для лиц, вставших на путь исправления, в 1995 году — в колонию усиленного режима, к 2010 году здесь содержалось около 1,5 тыс. человек, функционируют профтехучилище и вечерняя общеобразовательная школа. |
| Селидовская ИК № 82              | Исправительная колония среднего уровня безопасности для неоднократно судимых          | Острое            | Основана в 1959 году как колония строгого режима, с 2004 года — колония среднего уровня безопасности для неоднократно судимых, функционируют профессионально-технический учебный центр, вечерняя школа и храм. |
| Никитинская ИК № 87              | Исправительная колония минимального уровня безопасности для впервые осуждённых        | Горловка          | Основана в 1946 году, в 2002 году в колонии начала функционировать вечерняя общеобразовательная школа, в 2006 году средний уровень безопасности был перепрофилирован на минимальный. |
| Западная ИК № 97                 | Исправительная колония среднего уровня безопасности                                   | Макеевка          | Основана в 1947 году как лагерь военнопленных в Донецке, затем несколько раз перепрофилировалась, к 2010 году здесь содержалось около 1,3 тыс. заключённых, функционировали вечерняя школа и профтехучилище. |
| Приазовская ИК № 107             | Исправительная колония минимального уровня безопасности для впервые осуждённых женщин | Мариуполь         | Основана в 1984 году, к 2010 году здесь содержалось около 500 заключённых, функционируют вечерняя общеобразовательная школа и часовня. |
| Волновахская ИК № 120            | Исправительная колония среднего уровня безопасности для впервые осуждённых            | Молодёжное        | Основана в 1984 году как ЛТП, в 1994 году перепрофилирована в колонию, в 2005 году в колонии открылся храм, к 2010 году здесь содержалось около 1,1 тыс. заключённых. |
| Донецкая ИК № 124                | Исправительная колония среднего уровня безопасности для неоднократно судимых          | Донецк            | В колонии функционирует областная тюремная больница на 200 коек. |
| Киселёвский ИЦ № 125             | Исправительный центр                                                                  | Торез             | Основан в 2005 году на базе местной колонии, к 2006 году здесь содержалось более 300 осуждённых. |
| Снежнянская ИК № 127             | Исправительная колония минимального уровня безопасности для женщин                    | Горняцкое         | Основана в 1974 году как мужской ЛТП, в 1980 году перепрофилирована в женский ЛТП, в 1992 году — обратно в мужской ЛТП, в 1997 году — в колонию-поселение, в 2000 году — в женскую колонию общего режима; к 2010 году здесь содержалось около 300 заключённых, функционируют профессионально-технический учебный центр и вечерняя общеобразовательная школа. |
| Мариупольский ИЦ № 138           | Исправительный центр                                                                  | Мариуполь         | В 1964 году местная колония № 89 была перепрофилирована в детскую колонию общего режима, в 1995 году на базе колонии был создан отряд усиленного режима для неоднократно судимых несовершеннолетних, здесь функционировали общеобразовательная школа и профтехучилище, в 2007 году колонию реорганизовали в исправительный центр. |
| Сельхозпредприятие «Октябрьское» |                                                                                       | Енакиево          | В 1995 году в состав УГДУВИН Донецкой области вошёл бывший совхоз «Октябрьский», специализирующийся на продовольственном обеспечении противотуберкулёзной больницы и других колоний. |

После Великой Отечественной войны на восстановление разрушенного Донбасса этапировали множество заключённых со всех уголков Советского Союза, а также немецких военнопленных. К 2010 году в пенитенциарных учреждениях области содержалось более 26,5 тыс. человек (по этому показателю Управление госдепартамента Украины по вопросам исполнения наказаний в Донецкой области является крупнейшим в стране).

## Житомирская область
| Название и № учреждения | Тип и режим учреждения                                                                    | Месторасположение | Примечания |
| Житомирская ИК № 4      | Исправительная колония среднего уровня безопасности для впервые осуждённых                | Житомир           | Основана в 1933 году на базе мастерских соседней Житомирской тюрьмы, функционируют общеобразовательная школа и профтехучилище. |
| Житомирское УИН № 8     | Учреждение исполнения наказаний максимального уровня безопасности / следственный изолятор | Житомир           | Основано в 1914 году как царская тюрьма и пересылка (строительство началось в 1907 году), сегодня в учреждении существует блок для пожизненно осуждённых, сюда переводят нарушителей режима из других колоний, функционирует общеобразовательная школа.                                                 |
| Бердичевская ИК № 70    | Исправительная колония максимального уровня безопасности                                  | Бердичев          | Основана в конце XVIII века, с 1939 года функционировала как тюрьма НКВД УССР № 2, с 1946 года — как пересыльная тюрьма, с 1954 года — как лагерное отделение, с 1967 года — как колония; сегодня здесь существует блок для пожизненно осуждённых, сюда переводят нарушителей режима из других колоний. |
| Коростеньская ИК № 71   | Исправительная колония среднего уровня безопасности для неоднократно судимых              | Коростень         | Основана в 1947 году как лагерный пункт, позже была перепрофилирована в колонию строгого режима для ранее судимых. |
| Райковская ИК № 73      | Исправительная колония среднего уровня безопасности для неоднократно судимых              | Райки             | Основана на базе местного камнедробильного завода, в 1971 году при колонии были созданы межобластная дерматовенерологическая больница и венерологический диспансер. |
| Бердичевский ИЦ № 108   | Исправительный центр                                                                      | Бердичев          | Основан как ЛТП, затем был перепрофилирован в участок-поселение соседней колонии и исправительную колонию минимального уровня безопасности, с 2000 года — исправительный центр. |

|                     |
| Житомирское УИН № 8 |

## Закарпатская область
| Название и № учреждения | Тип и режим учреждения                                  | Месторасположение | Примечания |
| Ужгородское УИН № 9     | Учреждение исполнения наказаний / следственный изолятор | Ужгород           | Основан в 1923 году как чехословацкая тюрьма, в 1959 году в одном из корпусов тюрьмы была организована колония общего режима, в 1968 году она была перепрофилирована в детскую колонию усиленного режима, а в 1975 году — расформирована. |

## Запорожская область
| Название и № учреждения | Тип и режим учреждения                                                         | Месторасположение | Примечания |
| Запорожский СИЗО        | Следственный изолятор                                                          | Запорожье         | Основан в 20-х годах XIX века как Александровский тюремный замок (разрушен в 1919 году армией Махно), в 30-х годах XX века на месте детского дома была создана тюрьма НКВД УССР № 1, с 1964 года — следственный изолятор.                                                                                          |
| Вольнянский СИЗО        | Следственный изолятор                                                          | Каменное          | Основан в 1984 году как ЛТП, который в 1992 году был перепрофилирован в СИЗО. |
| Дружелюбовский ИЦ № 1   | Исправительный центр                                                           | Дружелюбовка      | Основан в 1988 году как сельскохозяйственная колония. |
| Весёловская ИК № 8      | Исправительная колония минимального уровня безопасности для впервые осуждённых | Озёрное           | Основана в 1991 году как сельскохозяйственная колония, когда сюда из Весёлого перевели бывший ЛТП, открытый в 1986 году. |
| Вольнянская ИК № 20     | Исправительная колония среднего уровня безопасности для впервые осуждённых     | Вольнянск         | Основана в 1928 году как детская колония, после голода 1933 года перепрофилирована в сельскохозяйственное учреждение, а в 1975 году — в ИТК; при колонии функционирует республиканская психиатрическая больница для осуждённых мужчин, в 2005 году открылся храм.                                                  |
| Софиевская ИК № 55      | Исправительная колония среднего уровня безопасности для неоднократно судимых   | Вольнянск         | Основана в 1962 году, когда на участок соседней колонии № 20 была перенесена колония, ранее размещавшаяся на территории Запорожского моторостроительного завода; здесь функционируют межобластная туберкулёзная больница и блок для пожизненно осуждённых (открылся в 2004 году).                                  |
| Бердянская ИК № 77      | Исправительная колония минимального уровня безопасности для впервые осуждённых | Бердянск          | Основана в 1959 году. |
| Ореховская ИК № 88      | Исправительная колония среднего уровня безопасности для неоднократно судимых   | Малая Токмачка    | Основана в 1962 году. |
| Беленьковская ИК № 99   | Исправительная колония среднего уровня безопасности для впервые осуждённых     | Беленькое         | Основана в 1962 году. |
| Каменная ИК № 101       | Исправительная колония среднего уровня безопасности для неоднократно судимых   | Каменное          | Основана в 1967 году, когда сюда из Запорожья был переведён ЛТП (он, в свою очередь, был создан в 1961 году в Вольнянске при тамошнем сельскохозяйственном учреждении, а позже передислоцирован в Запорожье), в 1982 году перепрофилирована в колонию, в 1987 году — обратно в ЛТП, в 1991 году — вновь в колонию. |
| Мелитопольская ВК       | Воспитательная колония для девочек                                             | Мелитополь        | Основана в 1967 году на месте закрытого в 1965 году Мелитопольского СИЗО, единственная в стране воспитательная колония для девочек, в которой к 2010 году содержалось до 150 человек. |

В 1982 году в Гуляйполе была открыта ИТК № 102 общего режима, в 1984 году в Сухоивановке — ИТК № 106 общего режима, но позже обе эти колонии расформировали. К 2010 году в пенитенциарных учреждениях области содержалось более 10 тыс. человек.
|                                   |                                   |                                   |
| Запорожский следственный изолятор | Запорожский следственный изолятор | Запорожский следственный изолятор |

## Ивано-Франковская область
| Название и № учреждения | Тип и режим учреждения                                  | Месторасположение | Примечания |
| Ивано-Франковский СИЗО  | Следственный изолятор                                   | Ивано-Франковск   | Основан в 1911 году как польская тюрьма. |
| Коломыйская ИК № 41     | Исправительная колония                                  | Товмачик          | Основана в 1961 году, в 1994 году в колонии открылся храм (первый в пенитенциарной системе Украины), в 2004 году — профессионально-технический учебный центр, а в 2006 году — вечерняя общеобразовательная школа; к 2011 году в учреждении содержалось более 1 тыс. заключённых. |
| Долинский ИЦ № 118      | Исправительный центр                                    | Тростянец         | Основан в 1984 году как ЛТП (начал функционировать в 1986 году), в 1992 году перепрофилирован сперва в спецкомендатуру, через несколько месяцев — в колонию-поселение для лиц, вставших на путь исправления, в 2004 году — в колонию минимального уровня безопасности с облегчёнными условиями содержания, в 2005 году — в исправительный центр.                                                      |
| Галичская ИК № 128      | Исправительная колония минимального уровня безопасности | Мариямполь        | Основана в 1979 году как ЛТП, который расположился в здании монастыря XVIII века, в 1998 году перепрофилирована в тюремную туберкулёзную больницу (так и не открылась), в 2000 году — в женскую колонию общего режима, в 2002 году — в колонию-поселение, в 2004 году — в женский исправительный центр, в 2007 году — в колонию минимального уровня безопасности с облегчёнными условиями содержания. |

## КиевиКиевская область
| Название и № учреждения         | Тип и режим учреждения                                  | Месторасположение | Примечания |
| Киевский СИЗО № 13 (Лукьяновка) | Следственный изолятор                                   | Киев              | Основан в 1863 году как царский тюремный замок, в 1910 году здесь была построена тюремная больница, в 1998 году оборудуется часовня; к весне 2012 года в СИЗО содержалось около 3,2 тыс. человек (к 2010 году — более 3,9 тыс., к 2007 году — более 2,7 тыс.), в изоляторе функционирует блок для пожизненно осуждённых.       |
| Белоцерковская ИК № 35          | Исправительная колония                                  | Белая Церковь     | Основана в 1945 году, в 1956—1960 годах функционировала как детская колония; в учреждении функционируют учебный центр, вечерняя школа и храм. |
| Бучанская ИК № 85               | Исправительная колония                                  | Гостомель         | Основана в 1943 году как детская колония для беспризорников, в 1960 году перепрофилирована в мужскую колонию строгого режима; при учреждении функционирует межобластная тюремная больница. |
| Березанская ИК № 95             | Исправительная колония                                  | Березань          | Основана в 1962 году как колония строгого режима, в 1968 году при учреждении открылось профтехучилище, здесь функционируют общеобразовательная школа и храм. |
| Кагарлыкская ИК № 115           | Исправительная колония минимального уровня безопасности | Зикрачи           | Основана в 1992 году как сельскохозяйственная колония-поселение для лиц, осуждённых впервые; к 2012 году в учреждении содержалось более 210 заключённых. |
| Бориспольская ИК № 119          | Исправительная колония                                  | Мартусовка        | Основана в 1962 году, в 1968 году перепрофилирована в ЛТП, в 1993 году — в колонию усиленного режима. |
| Ирпеньский ИЦ № 132             | Исправительный центр                                    | Коцюбинское       | Основан в 1944 году, в 1952 году перепрофилирован в колонию усиленного режима, в 1973 году — в ЛТП, в 1983 году — обратно в колонию, в 1987 году — вновь в ЛТП, в 2002 году — в колонию, в 2005 году — в исправительный центр. Летом 2019 года всех заключённых перевели в другие учреждения, а сам центр был законсервирован. |

## Кировоградская область
| Название и № учреждения  | Тип и режим учреждения                                                       | Месторасположение | Примечания |
| Кировоградский СИЗО      | Следственный изолятор                                                        | Кропивницкий      | Основан в 1907 году как царская тюрьма, в 1964 году перепрофилирован в СИЗО; в учреждении открыт блок для пожизненно осуждённых. |
| Кировоградская ИК № 6    | Исправительная колония среднего уровня безопасности для неоднократно судимых | Кропивницкий      | Основана в 1961 году на базе отдельных помещений тюрьмы как колония строгого режима, в 1965 году здесь открылась школа, а в 1969 году — профтехучилище. |
| Устиновский ИЦ № 37      | Исправительный центр                                                         | Ингульское        | Основан в 1988 году как сельскохозяйственная колония-поселение, в 1990 году перепрофилирован в колонию-поселение для лиц, совершивших преступления по неосторожности, в 1999 году — в колонию-поселение для лиц, вставших на путь исправления. В 2020 году запланировано закрытие центра. |
| Петровская ИК № 49       | Исправительная колония максимального уровня безопасности                     | Новый Стародуб    | Основана в 1976 году путём переноса сюда колонии из Ровенской области, в 1982 году перепрофилирована в колонию строгого режима. |
| Александровский ИЦ № 104 | Исправительный центр                                                         | Александровка     | Основан в 1992 году на базе местного ЛТП как сельскохозяйственная колония-поселение для лиц, вставших на путь исправления, в 2004 году перепрофилирован в исправительный центр. |

## Луганская область
| Название и № учреждения     | Тип и режим учреждения                                                       | Месторасположение | Примечания |
| Луганский СИЗО              | Следственный изолятор                                                        | Луганск           | Основан в 1883 году как царский тюремный замок, в 1927 году при тюрьме была создана сельхозколония, в советский период СИЗО служил местом приведения смертных приговоров, к 2006 году в учреждении содержалось около 1,5 тыс. человек. |
| Старобельский СИЗО          | Следственный изолятор                                                        | Старобельск       | Основан в 1933 году как тюрьма НКВД № 2, в 1962 году перепрофилирован в женскую колонию, в 1968 году — в мужскую колонию общего режима, в 1987 году — в мужскую колонию усиленного режима, в 1999 году — в СИЗО; к 2008 году здесь содержалось около 900 человек (к 2006 году — 450), при изоляторе функционирует часовня. |
| Брянковская ИК № 11         | Исправительная колония среднего уровня безопасности для неоднократно судимых | Брянка            | Основана в 1961 году как колония общего режима, в 1963 году перепрофилирована в колонию строгого режима, к 2006 году в учреждении содержалось более 1050 заключённых. |
| Алчевская ИК № 13           | Исправительная колония среднего уровня безопасности для впервые осуждённых   | Алчевск           | Основана в 1956 году, в 1983 году при колонии создана межобластная туберкулёзная больница, в 2004 году открылся храм; к 2006 году в учреждении содержалось около 900 заключённых. |
| Перевальская ИК № 15        | Исправительная колония среднего уровня безопасности для неоднократно судимых | Перевальск        | Основана в 1957 году, к 2006 году в учреждении содержалось более 1 тыс. заключённых. |
| Краснолучская ИК № 19       | Исправительная колония среднего уровня безопасности для впервые осуждённых   | Вахрушево         | Основана в 1957 году как колония усиленного режима, в 2004 году перепрофилирована в колонию среднего уровня безопасности; к 2006 году в учреждении содержалось около 1,9 тыс. заключённых, здесь функционируют профессионально-технический учебный центр, филиал вечерней школы и часовня. |
| Комиссаровская ИК № 22      | Исправительная колония среднего уровня безопасности для неоднократно судимых | Комиссаровка      | Основана в 1957 году, в 1963 году при колонии был открыт ЛТП; к 2008 году в учреждении содержалось более 800 заключённых, функционируют общеобразовательная школа и храм. |
| Чернухинская ИК № 23        | Исправительная колония среднего уровня безопасности для неоднократно судимых | Чернухино         | Основана в 1957 году как колония общего режима, в 1974 году здесь началось строительство машиностроительного завода (первая очередь была введена в 1981 году), к 2006 году в учреждении содержалось более 1160 заключённых, здесь функционируют профессионально-технический учебный центр и храм. |
| Петровская ИК № 24          | Исправительная колония среднего уровня безопасности для впервые осуждённых   | Петровское        | Основана в 1957 году как мужская колония строгого режима, в 1962 году перепрофилирована в женскую колонию общего режима, в 1966 году — в мужскую колонию общего режима для впервые осуждённых, в 2003 году при колонии были созданы исправительный центр и участок-поселение, в 2004 году учреждение было перепрофилировано в колонию среднего уровня безопасности для впервые осуждённых, и при нём открылся исправительный центр, к 2006 году здесь содержалось более 680 человек. |
| Суходольская ИК № 36        | Исправительная колония среднего уровня безопасности для неоднократно судимых | Суходольск        | Основана в 1957 году как колония общего режима, к 2010 году здесь содержалось около 950 заключённых (к 2006 году — более 1110), функционируют вечерняя общеобразовательная школа и часовня. |
| Свердловская ИК № 38        | Исправительная колония среднего уровня безопасности для впервые осуждённых   | Ленинское         | Основана в 1957 году как колония общего режима, в 1978 году перепрофилирована в колонию усиленного режима, в 1989 году — в ЛТП, в 1990 году — в колонию строгого режима, в 1995 году — вновь в колонию усиленного режима; к 2006 году в учреждении содержалось около 1,6 тыс. заключённых, здесь функционируют профессионально-технический учебный центр, общеобразовательная школа и храм.                                                                                          |
| Славяносербская ИК № 60     | Исправительная колония максимального уровня безопасности                     | Лозовский         | Основана в 1958 году, в 1961 году перепрофилирована в колонию особого режима, в 2004 году в учреждении открылся блок для пожизненно осуждённых, к 2006 году здесь содержалось около 580 заключённых, функционирует часовня. |
| Червонопартизанская ИК № 68 | Исправительная колония минимального уровня безопасности для женщин           | Червонопартизанск | К 2011 году в колонии содержалось около 450 женщин (к 2006 году — более 360). |
| Луганский ИЦ № 134          | Исправительный центр                                                         | Брянка            | Основан в 2005 году на базе военного городка соседней колонии № 11, к 2006 году в учреждении содержалось около 100 человек. |
| Штеровский ИЦ № 137         | Исправительный центр                                                         | Петровское        | Основан в 2006 году на базе военного городка соседней колонии № 24. |
| Перевальская ВК             | Воспитательная колония                                                       | Селезнёвка        | Основана в 1992 году на месте ЛТП как воспитательная колония общего режима для впервые осуждённых несовершеннолетних, в 1993 году перепрофилирована в колонию усиленного режима, в 1995 году — вновь в колонию общего режима; к 2006 году в учреждении содержалось более 260 человек, здесь функционируют вечерняя общеобразовательная средняя школа и филиал горного лицея. |

К 1960 году на территории Луганской области были расположены 10 ИТК и 2 тюрьмы. К 2011 году в пенитенциарных учреждениях области содержалось более 13 тыс. человек.

## Львовская область
| Название и № учреждения | Тип и режим учреждения                                                         | Месторасположение | Примечания |
| Львовский СИЗО          | Следственный изолятор                                                          | Львов             | Основан в 1786 году как австрийская тюрьма Бригидки, которая расположилась в бывшем монастыре XVII века, с 1949 года действует как место предварительного заключения.                                   |
| Лычаковская ИК № 30     | Исправительная колония среднего уровня безопасности для неоднократно судимых   | Львов             | Основана в 1947 году на базе мастерских пересыльной тюрьмы. |
| Дрогобычская ИК № 40    | Исправительная колония среднего уровня безопасности для впервые осуждённых     | Дрогобыч          | Основана в 1911 году как австрийская тюрьма, с 1944 года — женская колония общего режима, с 1954 года — детская колония, с 1958 года — мужская колония.                                                 |
| Сокальская ИК № 47      | Исправительная колония максимального уровня безопасности                       | Жвирка            | Основана в 1958 году на месте дома инвалидов, расположенного в бывшем монастыре XVII века, в учреждении оборудован блок для пожизненно осуждённых, к 2012 году здесь содержалось около 600 заключённых. |
| Николаевская ИК № 50    | Исправительная колония минимального уровня безопасности                        | Заклад            | Основана в 1967 году как ЛТП, в 1984 году перепрофилирована в ИТК, в учреждении функционирует профессионально-технический учебный центр.                                                                |
| Держевская ИК № 110     | Исправительная колония минимального уровня безопасности для впервые осуждённых | Держев            | Основана в 1985 году как женская колония, в 1989 году перепрофилирована в ЛТП, в 1992 году — в колонию общего режима, в 2005 году — в колонию минимального уровня безопасности.                         |
| Самборская ВК           | Воспитательная колония                                                         | Самбор            | Основана в 1905 году как австрийская тюрьма, в 1956 году перепрофилирована в детскую колонию, в 70-х годах в учреждении открылись профтехучилище и общеобразовательная школа.                           |

### Ликвидированные учреждения
| Название и № учреждения | Тип и режим учреждения                                                       | Месторасположение | Примечания |
| Львовская ИК № 48       | Исправительная колония среднего уровня безопасности для неоднократно судимых | Львов             | Основана в 1946 году как детская колония, в 1958 году перепрофилирована в мастерские, в 1961 году — в колонию строгого режима, на базе которой работал научно-исследовательский институт МВД; в учреждении функционировал профессионально-технический учебный центр. В 2017 году из колонии вывезли всех заключённых и она была законсервирована. В 2021 году территория бывшей колонии была продана на аукционе. |

|                        |                          |                                 |                    |
| Львовская колония № 48 | Лычаковская колония № 30 | Львовский следственный изолятор | Сокальская колония |

## Николаевская область
| Название и № учреждения | Тип и режим учреждения                                                       | Месторасположение | Примечания |
| Николаевский СИЗО       | Следственный изолятор                                                        | Николаев          | Основан в 1908 году как царская каторжно-пересыльная тюрьма (ликвидирована в 1920 году, возобновила свою работу в 1944 году), в 1974 году тюрьму перепрофилировали в СИЗО, а всех осуждённых к тюремному заключению перевели в Ольшанскую колонию.                                                                                           |
| Снигирёвская ИК № 5     | Исправительная колония                                                       | Центральное       | Основана в 1964 году как колония-поселение (первая на Украине), в 1974 году перепрофилирована в ЛТП, в 1980 году — в колонию общего режима, в 1983 году — в колонию для больных туберкулёзом. |
| Ольшанская ИК № 53      | Исправительная колония среднего уровня безопасности для неоднократно судимых | Ольшанское        | Основана в 1961 году как колония общего режима, в 1970 году перепрофилирована в колонию строгого режима для неоднократно судимых лиц, больных алкоголизмом, в 1988 году — в ЛТП, в 1999 году — вновь в колонию; в 2003 году в учреждении открылись сектор максимального уровня безопасности и центр реабилитации наркозависимых заключённых. |
| Вознесенская ИК № 72    | Исправительная колония среднего уровня безопасности для впервые осуждённых   | Вознесенск        | Основана в 1980 году как ЛТП (фактически начала работать в 1981 году), в 2000 году перепрофилирована в колонию усиленного режима, в 2003 году — в колонию среднего уровня безопасности. |
| Арбузинская ИК № 83     | Исправительная колония среднего уровня безопасности для впервые осуждённых   | Константиновка    | В учреждении существует участок усиленного контроля. |
| Казанковская ИК № 93    | Исправительная колония среднего уровня безопасности для неоднократно судимых | Новоданиловка     | Основана в 1962 году на базе гранитного карьера и камнеобрабатывающего завода. |
| Новобугский ИЦ № 103    | Исправительный центр                                                         | Богомазы          | Основан в 1993 году как сельскохозяйственная колония-поселение, в 2002 году перепрофилирован в исправительный центр. |

|                                    |                                    |                                    |
| Николаевский следственный изолятор | Николаевский следственный изолятор | Николаевский следственный изолятор |

## Одесская область
| Название и № учреждения | Тип и режим учреждения                                                       | Месторасположение | Примечания |
| Одесский СИЗО           | Следственный изолятор                                                        | Одесса            | Основан в 1891 году как царский тюремный замок (строительство завершилось в 1894 году), после Великой Отечественной войны в тюрьме построили межобластную больницу, в 1997 году открыли храм. |
| Измаильский СИЗО        | Следственный изолятор                                                        | Измаил            | Основан в 1844 году как царская тюрьма, в изоляторе функционирует часовня. |
| Одесская ИК № 14        | Исправительная колония среднего уровня безопасности для неоднократно судимых | Одесса            | Основана в 1944 году на базе мастерских Одесской тюрьмы, одно время была детской колонией и колонией строгого режима, с 2004 года — колония среднего уровня безопасности; в учреждении функционирует сектор для инвалидов и людей с тяжелыми недугами. |
| Южная ИК № 51           | Исправительная колония среднего уровня безопасности для впервые осуждённых   | Одесса            | Основана в 1958 году как колония строгого режима, в 1960 году была перемещена на территорию детской колонии, в 1972 году перепрофилирована в колонию общего режима, в 1977 году — в колонию усиленного режима; к 2008 году в учреждении содержалось более 1,3 тыс. заключённых, здесь функционируют общеобразовательная школа, профтехучилище и храм. После бунта и крупного пожара, случившихся в 2019 году, находится в стадии ликвидации.                                                                   |
| Черноморская ИК № 74    | Исправительная колония минимального уровня безопасности для женщин           | Одесса            | Основана в 1888 году как царская тюрьма, в 1953 году перепрофилирована в женский филиал для впервые осуждённых (тогда же был создан Дом ребёнка), в 1961 году — в исправительно-трудовой участок; по состоянию на конец 2012 года в учреждении отбывали наказание более 850 заключённых (на тот же период в детдоме содержалось 80 детей), здесь функционируют блок для женщин с детьми до трёхлетнего возраста, общеобразовательная школа, профтехучилище и храм. В 2020 году запланировано закрытие колонии. |
| Ширяевский ИЦ № 111     | Исправительный центр                                                         | Армашевка         | Основан в 1982 году как сельскохозяйственная колония-поселение, в 2004 году перепрофилирован в исправительный центр, к 2011 году в учреждении содержалось более 200 человек, здесь функционирует храм. В 2020 году запланировано закрытие центра. |
| Вилковская ИК № 141     | Исправительная колония минимального уровня безопасности                      | Вилково           | В 1971 году местная колония была перепрофилирована в ЛТП, в 2009 году — вновь в колонию (это был последний ЛТП на Украине). |

|                    |                                                                                         |                                |                       |                       |
| Южная колония № 51 | Южное межрегиональное управление Государственной уголовно-исполнительной службы Украины | Одесский следственный изолятор | Одесская колония № 14 | Одесская колония № 14 |

## Полтавская область
| Название и № учреждения | Тип и режим учреждения                                                       | Месторасположение   | Примечания |
| Полтавский СИЗО         | Следственный изолятор                                                        | Полтава             | После Великой Отечественной войны на территории современного изолятора располагались тюрьмы № 1 и № 2 (в последней содержались преимущественно политические заключённые). |
| Машевская ИК № 9        | Исправительная колония минимального уровня безопасности                      | Кустолово-Суходолка | Основана в 1922 году как сельскохозяйственная колония, в 1953 году в связи с амнистией она была ликвидирована, в 1956 году возобновила свою деятельность как участок общего режима соседней колонии № 16, а через месяц была перепрофилирована в колонию общего режима, в 1960 году — вновь ликвидирована, в 1962 году опять возобновила свою деятельность как колония общего режима, в 1971 году на её базе была создана экспериментальная колония-поселение, в 1999 году перепрофилирована в колонию-поселение для лиц, вставших на путь исправления, в 2004 году — в колонию минимального уровня безопасности; здесь функционирует учебный центр. |
| Божковская ИК № 16      | Исправительная колония минимального уровня безопасности                      | Божково             | Основана в 1925 году на базе нескольких разрозненных сельскохозяйственных колоний, с 1957 по 1967 год вместе с мужчинами содержались и женщины, с 1961 по 1966 год вместе с осуждёнными содержались и принудительно лечившиеся от алкоголизма (позже их перевели в Комсомольский ЛТП), в 1976 году на базе сельхозучастков была создана отдельная колония № 29; к 2008 году в учреждении содержалось около 850 заключённых. |
| Крюковская ИК № 29      | Исправительная колония минимального уровня безопасности                      | Крюково             | Основана в 1976 году как колония-поселение на базе сельхозучастков соседней колонии № 16, в 1999 году перепрофилирована из колонии для лиц, совершивших преступления по неосторожности, в колонию для лиц, вставших на путь исправления; в 2006 году при колонии создан сектор минимального уровня безопасности для впервые осуждённых. |
| Полтавская ИК № 64      | Исправительная колония среднего уровня безопасности                          | Полтава             | Основана в 1981 году как колония усиленного режима, в учреждении функционирует храм. |
| Надержинщинская ИК № 65 | Исправительная колония минимального уровня безопасности для женщин           | Божково             | Основана в 1967 году как женский ЛТП, куда перевели осуждённых из соседней колонии № 16, в 2000 году перепрофилирована в женскую колонию общего режима, к 2012 году здесь содержалось более 500 осуждённых. |
| Кременчугская ИК № 69   | Исправительная колония среднего уровня безопасности для неоднократно судимых | Кременчуг           | Основана в 1962 году как колония общего режима, в 1977 году перепрофилирована в колонию строгого режима; при учреждении функционируют межобластная туберкулёзная больница, профтехучилище и вечерняя общеобразовательная школа. |
| Комсомольский ИЦ № 136  | Исправительный центр                                                         | Горишние Плавни     | Основан в 1966 году как ЛТП (осуждённых сюда перевели из колонии № 16), в 2002 году перепрофилирован в колонию-поселение минимального уровня безопасности, в 2005 году — в исправительный центр. |
| Кременчугская ВК        | Воспитательная колония                                                       | Кременчуг           | Основана в 1947 году как пересыльная тюрьма № 2, в 1952 году перепрофилирована в детскую колонию; при учреждении функционируют профтехучилище и общеобразовательная школа. |

|                                      |                            |
| Кременчугская воспитательная колония | Кременчугская колония № 69 |

## Ровенская область
| Название и № учреждения | Тип и режим учреждения                                   | Месторасположение | Примечания |
| Ровенский СИЗО          | Следственный изолятор                                    | Ровно             | Основан в 1957 году на базе пересыльного пункта, оборудованного под тюрьму ещё в 1920 году. |
| Катериновская ИК № 46   | Исправительная колония среднего уровня безопасности      | Катериновка       | Основана в 1947 году как колония для инвалидов, в 2003 году была перепрофилирована из колонии строгого режима в колонию среднего уровня безопасности; при учреждении функционируют следственный изолятор и сектор максимального уровня безопасности. |
| Полицкая ИК № 76        | Исправительная колония среднего уровня безопасности      | Иванчи            | Основана в 1962 году как колония общего режима (первые заключённые прибыли в 1963 году), в 1987 году была перепрофилирована в колонию усиленного режима. |
| Городищенская ИК № 96   | Исправительная колония максимального уровня безопасности | Городище          | Основана в 1951 году как колония общего режима для инвалидов (кроме того, здесь содержались пособники немецкого оккупационного режима, священнослужители и члены ОУН), в начале 60-х годов была перепрофилирована в колонию строгого режима, затем — в колонию усиленного и общего режима, в 1972 году — в колонию особого режима, в 2001 году в учреждении открыт блок для осуждённых к тюремному заключению, в 2004 году — блок для пожизненно осуждённых. |
| Городокский ИЦ № 131    | Исправительный центр                                     | Городок           | Основан в 1988 году на базе местной колонии усиленного режима как ЛТП, перенесённый сюда из посёлка Клевань, где он был основан в 1979 году; в 2001 году профилакторий был перепрофилирован в колонию усиленного режима, а затем — в колонию-поселение с исправительным центром при ней, в 2003 году — в колонию минимального уровня безопасности с исправительным центром при ней, в 2004 году — в исправительный центр.                                    |
| Дубенская ВК            | Воспитательная колония                                   | Дубно             | Основана в 1936 году как польская тюрьма, в 1954 году перепрофилирована в детскую колонию (в 1959—1960 годах здесь временно размещалась тюрьма для взрослых), в 1972 году в учреждении открылось профтехучилище, в 1990 году — общеобразовательная школа. |

## Сумская область
| Название и № учреждения | Тип и режим учреждения                                   | Месторасположение | Примечания |
| Сумской СИЗО            | Следственный изолятор                                    | Сумы              | Основан в 1985 году, в учреждении функционируют сектора минимального и среднего уровня безопасности для лиц, оставленых для работы в хозобслуге. |
| Роменская ИК № 56       | Исправительная колония максимального уровня безопасности | Перекрестовка     | Основана в 1961 году как колония общего режима, в 1970 году была перепрофилирована в колонию особого режима, в 2004 году в учреждении открыт блок для пожизненно осуждённых, здесь функционируют вечерняя школа и профтехучилище. |
| Шосткинская ИК № 66     | Исправительная колония среднего уровня безопасности      | Гамалиевка        | Основана в 1962 году в бывшем мужском монастыре XVIII века как колония усиленного режима, к 2010 году в учреждении содержалось около 1,4 тыс. заключённых (в конце 90-х годов — более 2 тыс.), здесь функционируют вечерняя школа, филиал Сумского профессионально-технического центра и храм. В марте 2018 года из ИК № 66 был этапирован последний осужденный, а в мае того же года колония была законсервирована. |
| Сумская ИК № 116        | Исправительная колония среднего уровня безопасности      | Сумы              | Основана в 1974 году как ЛТП (первые осуждённые прибыли в 1977 году), в 1992 году перепрофилирована в колонию общего режима, в 2000 году — в колонию усиленного режима, в учреждении функционируют профтехучилище и храм. |
| Конотопский ИЦ № 130    | Исправительный центр                                     | Конотоп           | Основан в 1853 году как царская тюрьма, при советской власти использовался как следственный изолятор, в 1965 году перепрофилирован в лечебно-трудовое отделение для алкоголиков при ИТК, в 1999 году — в ЛТП, в 2003 году — в колонию-поселение, в 2005 году — в исправительный центр; в учреждении функционирует часовня.                                                                                           |

## Тернопольская область
| Название и № учреждения | Тип и режим учреждения                                                                  | Месторасположение | Примечания |
| Чортковский СИЗО        | Следственный изолятор                                                                   | Чортков           | Основан в 1901 году как австрийская тюрьма, в 1965 году перепрофилирован в СИЗО, к 2011 году в учреждении содержалось около 300 человек (к 2010 году — около 260 человек, к 2007 году — около 210), здесь функционируют блок для пожизненно осуждённых и храм. |
| Збаражская ИК № 63      | Исправительная колония минимального уровня безопасности для неоднократно судимых женщин | Доброводы         | Основана в 1962 году, в 1964 году перепрофилирована в женскую колонию общего режима, в 1984 году в учреждении открылась межобластная туберкулёзная больница, в 1988—1991 годах при колонии действовал ЛТП; к 2011 году здесь содержалось около 740 заключённых, в том числе более 180 — в больнице, функционируют вечерняя общеобразовательная школа, профтехучилище и часовня. |
| Копычинская ИК № 112    | Исправительная колония среднего уровня безопасности                                     | Копычинцы         | Основана в 1956 году как детская колония, в 1982 году перепрофилирована в мужскую колонию общего режима (подростков перевели в Бережанскую колонию), в 1996 году — в колонию усиленного режима, в 2004 году — в колонию среднего уровня безопасности. |
| Бережанская ВК          | Воспитательная колония                                                                  | Бережаны          | Основана в 1947 году в бывшем монастыре XVII века как детская колония для беспризорников, в 1956 году перепрофилирована в специальное профтехучилище, в 1983 году — в колонию; к 2004 году в учреждении содержалось около 250 человек, здесь функционируют общеобразовательная школа, профтехучилище и храм.                                                                    |

|                     |                     |                                   |                                   |
| Бережанская колония | Бережанская колония | Чортковский следственный изолятор | Чортковский следственный изолятор |

## Харьковская область
| Название и № учреждения          | Тип и режим учреждения                                                                | Месторасположение | Примечания |
| Харьковский СИЗО (Холодная Гора) | Следственный изолятор                                                                 | Харьков           | Основан в 1847 году как здание арестанской роты, в 1949 году территория тюрьмы была поделена между СИЗО и колонией № 18; к 2010 году в учреждении содержалось более 3,5 тыс. человек (к 2007 году — более 2,6 тыс.), здесь функционируют блок для пожизненно осуждённых и храм. |
| Диканёвская ИК № 12              | Исправительная колония среднего уровня безопасности для впервые осуждённых            | Харьков           | Основана в 1956 году как лагерный пункт, в 1957 году перепрофилирована в колонию усиленного режима; в учреждении функционирует часовня. |
| Жовтневская ИК № 17              | Исправительная колония среднего уровня безопасности                                   | Жовтневое         | Основана в 1961 году как сельскохозяйственная колония, в конце 60-х годов лечебно-трудовое отделение колонии было переведено в Червоный Донец, в 1995 году при учреждении открылось туберкулёзное отделение, позже расширенное в межобластную туберкулёзную больницу, в 2002 году — часовня. |
| Холодногорская ИК № 18           | Исправительная колония среднего уровня безопасности для впервые осуждённых            | Харьков           | Основана в 1946 году как ИТК № 1 на территории Харьковской тюрьмы, в 1949 году перепрофилирована в детскую колонию, в 1960 году — в мужскую колонию общего режима, в 1963 году — в колонию усиленного режима; к 2010 году в учреждении содержалось около 1050 заключённых, здесь функционирует храм. |
| Алексеевская ИК № 25             | Исправительная колония среднего уровня безопасности для неоднократно судимых          | Харьков           | Основана в 1958 году, переехав на современное место из Пятихаток, в учреждении функционируют вечерняя общеобразовательная школа и профтехучилище. |
| Харьковская ИК № 43              | Исправительная колония среднего уровня безопасности для неоднократно судимых          | Харьков           | Основана в 1943 году как лагерь для немецких военнопленных, позже была перепрофилирована в пересыльный пункт и колонию строгого режима, к 2011 году в учреждении содержалось около 1,2 тыс. заключённых, здесь функционируют вечерняя общеобразовательная школа и профтехучилище. |
| Качановская ИК № 54              | Исправительная колония минимального уровня безопасности для впервые осуждённых женщин | Харьков           | Основана в 1927 году как филиал Харьковской тюрьмы, в 1943 году перепрофилирована в ИТК (первая партия заключённых прибыла в 1944 году), в 1948 году — в колонию для подростков, в 1957 году — в женскую колонию (позже женщины с детьми были этапированы в Одессу); к 2011 году в учреждении содержалось около 1 тыс. заключённых, здесь функционируют блок среднего уровня безопасности для пожизненно осуждённых женщин (первый в стране), следственный изолятор, школа, учебный центр и храм. |
| Темновская ИК № 100              | Исправительная колония среднего уровня безопасности для неоднократно судимых          | Темновка          | Основана в 1982 году как колония строгого режима (первая партия заключённых прибыла в 1984 году), к 2011 году в учреждении содержалось около 1 тыс. заключённых (к 2009 году — около 1,5 тыс.), здесь функционируют сектор максимального уровня безопасности для пожизненно осуждённых, межобластная тюремная больница, сельскохозяйственный участок-поселение для лиц, вставших на путь исправления, и храм.                                                                                     |
| Балаклейский ИЦ № 106            | Исправительный центр                                                                  | Червоный Донец    | Основан в 1968 году как ЛТП, который перенесли сюда с территории колонии № 17, в 1992 году перепрофилирован в колонию-поселение для лиц, вставших на путь исправления, в 2005 году — в исправительный центр. |
| Дергачёвская ИК № 109            | Исправительная колония минимального уровня безопасности                               | Солоницевка       | Основана в 1992 году как сельскохозяйственная колония-поселение. В 2020 году запланировано закрытие колонии. |
| Первомайская ИК № 117            | Исправительная колония минимального уровня безопасности                               | Первомайский      | Основана в 1983 году как колония общего режима, 1985 году была перепрофилирована в колонию строгого режима, в 1987 году — в колонию особого режима, в 1988 году — в ЛТП, в 1991 году — в спецкомендатуру, в 1992 году — в колонию-поселение, в 1998 году — в колонию общего режима, в учреждении функционирует общеобразовательная школа. |
| Хролевский ИЦ № 140              | Исправительный центр                                                                  | Хролы             | Основан в 1986 году на базе спецкомендатуры как ЛТП, в 2009 году перепрофилирован в колонию минимального уровня безопасности, в 2011 году — в исправительный центр. |
| Куряжская ВК им. Макаренко       | Воспитательная колония                                                                | Подворки          | Основана в 1923 году в бывшем монастыре XVII века как детская колония, в 1926 году сюда переехала из Полтавской области знаменитая колония имени Горького, к 2011 году в учреждении содержалось более 120 человек, здесь функционировали общеобразовательная школа и профтехучилище. С 2017 года колония перестала принимать осуждённых, в 2022 году выставлена на аукцион. |

К 2012 году в пенитенциарных учреждениях области содержалось более 13,2 тыс. человек, в том числе более 100 пожизненно осуждённых.
|                    |                  |                      |                     |                             |
| Темновская колония | Харьковский СИЗО | Алексеевская колония | Качановская колония | Холодногорская колония № 18 |

## Херсонская область
| Название и № учреждения | Тип и режим учреждения                                                     | Месторасположение | Примечания |
| Херсонский СИЗО         | Следственный изолятор                                                      | Херсон            | Основан в 1884 году как арестанское отделение, в 1914 году перепрофилирован в каторжную тюрьму, в 1953 году в состав учреждения вошла внутренняя тюрьма для каторжников и приговорённых к высшей мере наказания, в 1964 году тюрьма перепрофилирована в СИЗО, в 1976 году в изоляторе открыта межобластная тюремная больница (в 1984 году переведена в колонию № 90); здесь функционируют блок для пожизненно осуждённых и храм. |
| Голопристанская ИК № 7  | Исправительная колония среднего уровня безопасности                        | Старая Збурьевка  | Основана в 1961 году как колония общего режима по заготовке тростника, в 1987 году перепрофилирована в туберкулёзное лечебное учреждение; к 2011 году в колонии содержалось около 600 заключённых, здесь функционируют межобластная туберкулёзная больница и храм. |
| Дарьевская ИК № 10      | Исправительная колония среднего уровня безопасности для впервые осуждённых | Дарьевка          | Основана в 1960 году как сельскохозяйственная колония по заготовке тростника, в 1986 году сюда из колонии № 90 была переведена межобластная больница; к 2011 году в учреждении содержалось более 1,5 тыс. заключённых, здесь функционируют участок соцреабилитации, межобластная тюремная больница, вечерняя общеобразовательная школа, учебный центр и храм. |
| Херсонская ИК № 61      | Исправительная колония максимального уровня безопасности                   | Херсон            | Основана в 1944 году как специальное лечебное учреждение на территории Херсонской тюрьмы, в 1966 году перепрофилирована в межобластную туберкулёзную колонию строгого режима, в 1979 году — в межреспубликанскую туберкулёзную колонию, в начале 90-х годов — вновь в межобластную, в 1997 году — в лечебное учреждение особого режима; к 2011 году в колонии содержалось около 440 заключённых, здесь функционируют межобластная туберкулёзная больница (единственная в стране больница максимального уровня безопасности), блок максимального уровня безопасности для пожизненно осуждённых, больных туберкулёзом, и храм. |
| Северная ИК № 90        | Исправительная колония среднего уровня безопасности                        | Херсон            | Основана в 1962 году, в учреждении функционируют общеобразовательная школа, профтехучилище и храм. |
| Белозёрская ИК № 105    | Исправительная колония                                                     | Дарьевка          | Основана в 1967 году как ЛТП, в 1992 году перепрофилирована в колонию общего режима, в учреждении функционируют общеобразовательная школа и профтехучилище. |

|                                  |                                  |                        |
| Херсонский следственный изолятор | Херсонский следственный изолятор | Голопристанская ИК № 7 |

## Хмельницкая область
| Название и № учреждения                    | Тип и режим учреждения                                                       | Месторасположение | Примечания |
| Хмельницкий СИЗО                           | Следственный изолятор                                                        | Хмельницкий       | Основан в 1944 году на месте местной колонии, к 2011 году в учреждении содержалось около 600 человек. |
| Изяславская ИК № 31                        | Исправительная колония минимального уровня безопасности                      | Изяслав           | Основана в 1962 году как лечебно-трудовое отделение колонии № 58, в 1967 году перепрофилирована в самостоятельную колонию (с 1979 года — в колонию общего режима); в учреждении функционируют вечерняя общеобразовательная школа, учебный центр и храм.                                                         |
| Замковая ИК № 58 (Монастырь, Белый лебедь) | Исправительная колония максимального уровня безопасности                     | Изяслав           | Основана в 1950 году в бывшем монастыре XVII века как детская колония, в 1960 году была перепрофилирована в мужскую колонию особого режима; к 2011 году в учреждении содержалось около 700 заключённых, здесь функционируют блок для пожизненно осуждённых, общеобразовательная вечерняя школа и учебный центр. |
| Райковецкая ИК № 78                        | Исправительная колония среднего уровня безопасности для неоднократно судимых | Райковцы          | Основана в 1962 году как колония общего режима, в 1987 году перепрофилирована в колонию строгого режима, к 2011 году в учреждении содержалось более 1,6 тыс. заключённых, здесь функционируют профтехучилище и вечерняя школа.                                                                                  |
| Шепетовская ИК № 98                        | Исправительная колония среднего уровня безопасности для впервые осуждённых   | Климентовичи      | Основана в 1962 году, к 2010 году в учреждении содержалось около 2 тыс. заключённых, здесь функционируют межобластная тюремная больница, вечерняя общеобразовательная школа, профтехучилище и храм. |

К 2012 году в пенитенциарных учреждениях области содержалось около 5 тыс. человек. В 2012 году была расформирована Хмельницкая исправительная колония № 121 (Давыдковцы). В настоящее время на её территории действует Хмельницкое училище повышения квалификации и переподготовки персонала Государственной криминально-исполнительной службы Украины.
|                  |                  |
| Замковая колония | Замковая колония |

## Черкасская область
| Название и № учреждения  | Тип и режим учреждения                                                                | Месторасположение | Примечания |
| Черкасский СИЗО          | Следственный изолятор                                                                 | Черкассы          | Основан в 1932 году как следственная тюрьма, в 1964 году перепрофилирован в СИЗО, в учреждении функционирует блок для пожизненно осуждённых.                                                  |
| Черкасская ИК № 62       | Исправительная колония среднего уровня безопасности для впервые осуждённых            | Черкассы          | Основана в 1962 году, в 1998 году в колонии открылась баптистская церковь; в учреждении функционируют общеобразовательная школа и профтехучилище. В 2020 году запланировано закрытие колонии. |
| Старобабановская ИК № 92 | Исправительная колония среднего уровня безопасности                                   | Старые Бабаны     | Основана в 1962 году для разработки гранитного карьера. |
| Уманская ИК № 129        | Исправительная колония минимального уровня безопасности для впервые осуждённых женщин | Умань             | Основана в 1965 году как колония для несовершеннолетних, в 1974 году перепрофилирована в ЛТП, в 1994 году — в женскую колонию общего режима.                                                  |

|                 |                 |                         |
| Черкасский СИЗО | Черкасский СИЗО | Черкасская колония № 62 |

## Черниговская область
| Название и № учреждения     | Тип и режим учреждения                                                                    | Месторасположение  | Примечания |
| Черниговский СИЗО           | Следственный изолятор                                                                     | Чернигов           | Основан в 1801 году как царская тюрьма, в 1980 году перепрофилирован в СИЗО; к 2011 году в учреждении содержалось около 500 человек, здесь функционирует блок для пожизненно заключённых. |
| Новгород-Северское УИН № 31 | Учреждение исполнения наказаний максимального уровня безопасности / следственный изолятор | Новгород-Северский | Основано в 1881 году как царская тюрьма, в 1965 году перепрофилировано в лечебно-трудовое отделение, в 1967 году — в ЛТП, в 1991 году — в ИТК, в 1995 году — в СИЗО, в 2008 году — в УИН; к 2010 году в учреждении содержалось более 160 человек (к 2007 году — более 150), здесь функционируют блок для пожизненно заключённых, сектор максимального уровня безопасности и СИЗО. |
| Черниговская ИК № 44        | Исправительная колония минимального уровня безопасности для неоднократно судимых женщин   | Чернигов           | Основана в 1947 году как лагерный пункт, в 1949 году перепрофилирована в колонию для инвалидов, в 1957 году — в женскую колонию, в 1966 году — в мужскую колонию (женщин перевели в соседнюю колонию), в 1969 году — вновь в женскую; к 2011 году в учреждении содержалось около 750 заключённых, здесь функционируют дом ребёнка и вечерняя школа. |
| Менская ИК № 91             | Исправительная колония среднего уровня безопасности для впервые осуждённых                | Макошино           | Основана в 1982 году как колония строгого режима, в 1988 году перепрофилирована в колонию усиленного режима, а чуть позже — в ЛТП для неоднократно судимых, в 1991 году — в колонию усиленного режима для инвалидов (первая партия заключённых прибыла из Львовской области); в 1992 году сюда прибыли первые заключённые из числа бывших сотрудников правоохранительных органов (в том числе несколько этапов из «ментовской» колонии города Нижний Тагил), в 2003 году все инвалиды были этапированы в Днепропетровскую область; к 2011 году в учреждении содержалось более 550 заключённых, функционируют секторы минимального и максимального уровня безопасности, часовня, мебельный и швейный цеха. |
| Домницкий ИЦ № 135          | Исправительный центр                                                                      | Домница            | Основан в 1983 году на территории бывшего монастыря XVIII века как исправительно-трудовой профилакторий, в 1987 году перепрофилирован в ЛТП, в 1992 году — в колонию-поселение для лиц, вставших на путь исправления, в 1998 году — в участок-поселение колонии № 91 для лиц, вставших на путь исправления, в 2003 году — в самостоятельную колонию-поселение, в 2005 году — в исправительный центр; к 2011 году в учреждении содержалось около 200 человек (большинство — бывшие сотрудники правоохранительных органов), здесь функционирует сектор минимального уровня безопасности. |
| Прилукская ВК               | Воспитательная колония                                                                    | Прилуки            | Основана в 1963 году в помещениях бывшей царской тюрьмы XIX века (первая партия заключённых прибыла в 1964 году из Киевской области), к 2011 году в учреждении содержалось около 250 человек, функционируют средняя общеобразовательная школа, профтехучилище, православная и баптистская церкви. |

|                             |
| Новгород-Северское УИН № 31 |

## Черновицкая область
| Название и № учреждения | Тип и режим учреждения                              | Месторасположение | Примечания |
| Черновицкий СИЗО        | Следственный изолятор                               | Черновцы          | Основан в первой трети XIX века как австрийская тюрьма, в учреждении функционирует храм. |
| Сокирянская ИК № 67     | Исправительная колония среднего уровня безопасности | Сокиряны          | Основана в 1961 году как колония общего режима, позже была перепрофилирована в колонию усиленного режима, в 2003 году — в колонию среднего уровня безопасности; в учреждении функционируют сектор максимального уровня безопасности, вечерняя школа, профтехучилище и храм. |

## Комментарии
1. ↑  В 2005 году нумерация следственных изоляторов была отменена
2. 1 2 3 4 5  В скобках указаны неофициальные, но широко распространённые или сленговые названия учреждений